# Perempuan Berkelamin Darah
Perempuan Berkelamin Darah é um filme de drama indonésio de 2023 escrito e dirigido por Jeremias Nyangoen em sua estreia na direção de longas-metragens.
O filme teve sua estreia mundial no 28º Festival Internacional de Cinema de Busan em 7 de outubro de 2023. Recebeu quatro prêmios no Festival de Cinema da Indonésia de 2023, incluindo Melhor Filme e Melhor Diretor para Nyangoen. Foi selecionado como a submissão indonésia para o Melhor Longa-Metragem Internacional no 97º Oscar, mas não foi indicado.

## Sinopse
Martha, uma trabalhadora migrante ilegal, retorna à sua cidade natal em Rote Island para comparecer ao funeral de seu pai. Enquanto isso, ela tem que lidar com seu próprio trauma após sofrer violência sexual em seu local de trabalho.

## Elenco
- Linda Adoe como Orpa
- Irma Rihi como Martha
- Sallum Ratu Ke como Bertha
- Van Jhoov como Damar

## Produção
Nyangoen revelou que apenas escalou atores locais da Ilha Rote e dos arredores de East Nusa Tenggara para preservar o sotaque característico da língua rote e capturar a essência da região.

## Lançamento
Perempuan Berkelamin Darah teve sua estreia mundial no 28º Festival Internacional de Cinema de Busan em 7 de outubro de 2023 como parte do programa A Window on Asian Cinema.